# Moog modular
I sintetizzatori Moog Modular furono una serie di sintetizzatori analogici modulari progettati da Robert Moog e prodotti dalla Moog Music (fino al 1972  R.A. Moog Co.) nel periodo dal 1963 al 1981.

## Storia
Nel 1964 Robert Moog creò uno dei primi sintetizzatori a controllo modulare e lo presentò al convegno "Audio Engineering Society" di quell'anno. Egli ampliò la sua compagnia in modo tale che producesse, oltre ai theremin, anche nuovi sintetizzatori che, differentemente da quelli prodotti da Don Buchla (l'altra grande figura della storia dei primi sintetizzatori), si componevano di una tastiera di pianoforte ad occupare la parte più bassa dell'interfaccia di esecuzione. Moog stabilì anche lo standard di funzionamento per i sintetizzatori analogici, con un controllo logaritmico della tonalità basato sul rapporto volt-ottava ed un impulso separato per innescare il segnale.
Il primo sistema Moog modular fu comprato dal coreografo Alwin Nikolais. Il primo gruppo che ne fece uso fu Lothar and the Hand People, che adottarono il sistema nel 1965, seguito dai compositori Eric Siday e Chris Swansen. Il primo artista ad utilizzare un Moog modular in una registrazione fu Paul Beaver nel 1967. Un anno più tardi Wendy Carlos utilizzò un sintetizzatore auto-costruitasi come unico strumento di esecuzione nell'album Switched-On Bach, diffondendo così l'interesse verso i Moog modular. Successivamente Keith Emerson, The Monkees, Jan Hammer, Tangerine Dream, i Beatles e i Rolling Stones si "convertirono" all'utilizzo di questi sintetizzatori. Quest'improvviso successo della serie portò poi al rilascio nel 1970 del famoso Minimoog e dei successivi sintetizzatori Moog, che ispirati alla serie modular, vennero però costruiti con l'obiettivo di essere più portatili e maneggevoli.
In Italia il primo esemplare di Moog modular arriva all'inizio degli anni "70, e il primo gruppo musicale che lo utilizzò fu PFM, con il brano Impressioni di Settembre dell'ottobre 1971, che ebbe un notevole successo.
I Moog modular vengono considerati dagli appassionati come i sintetizzatori per eccellenza, nonostante al giorno d'oggi risulta più conveniente l'utilizzo delle tecnologie digitali, meno costose e meno bisognose di manutenzione.

## Principi base
Il sistema Moog modular consisteva in una serie di moduli montati su un telaio. Ogni modulo eseguiva una funzione diversa, di generazione del segnale o modifica di una funzione specifica. Questi moduli offrivano un controllo ed una possibilità di creazione sonora senza precedenti, permettendo al musicista di agire sulle forme d'onda primarie (attraverso la funzione del VCA), sulla modulazione sonora (sfruttando il VCF) e su altri vari parametri del suono. I generatori di inviluppo consentivano un ulteriore controllo sui parametri sonori ADSR (attacco (attack), decadimento (decay), sostenimento (sustain) e rilascio (release)) dei vari moduli. I moduli potevano essere collegati fra loro con cavi da ¼". Queste, assieme alle manopole di modulazione dei parametri, potevano essere modificate, assieme o separatamente, e consentivano di ottenere una gamma di suoni praticamente infinita. Il suono finale veniva infine eseguito o tramite una tastiera, o utilizzando il controller "Ribbon".
I Moog modular offrirono ai musicisti un modo nuovo e del tutto rivoluzionario di produrre suono, quando vennero rilasciati negli anni sessanta. Vennero inizialmente ideati per l'utilizzo in studio di registrazione, e non per essere usati durante concerti. L'elettronica analogica del sistema spesso rendeva proibitiva e, talvolta, impossibile la generazione del suono durante una performance live. Per esempio, i VCO erano noti per la loro impossibilità di reggere una sequenza sonora per un periodo esteso di tempo, con la conseguenza che il suono subiva cambi di tonalità e risultava talvolta stonato, soprattutto se lo strumento si trovava in un luogo caldo o umido. Inoltre, i suoni non potevano essere programmati e memorizzati, per via della natura modulare degli strumenti. La modifica del suono nel sistema necessitava di molto tempo per poter re-impostare i molti parametri, i cavi di collegamento e le manopole di modulazione.

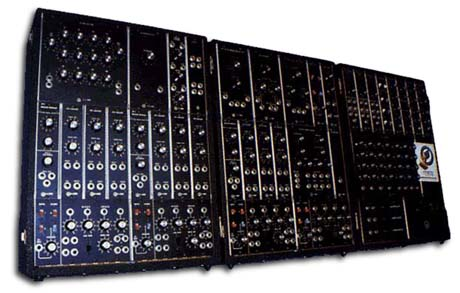
Il Moog 3P, fra i prodotti più famosi della serie

Un altro problema comune è l'incompatibilità del Moog con la tensione gate/trigger usate in molti altri sintetizzatori contemporanei. L'apparecchiatura Moog usava una logica a stato alto chiamata "S-trig", che permaneva a +8-10 volt fino a che il trigger non scattava, calando la tensione a 0, l'opposto di quanto comunemente usato da altri costruttori. In aggiunta a questa incompatibilità, se un certo patch usava una elevata quantità di connessioni di trigger, ogni modulo avrebbe causato una caduta di tensione mandando la logica in stato basso e facendo scattare l'S-trigger. A dispetto di tutte le soluzioni sperimentate, pochi artisti (compresi Keith Emerson degli Emerson, Lake & Palmer, Klaus Schulze, Tangerine Dream e Hideki Matsutake con la Yellow Magic Orchestra) fecero dei tour di successo con i sistemi modulari Moog.

## Modelli
Nel primo periodo di produzione di strumentazione elettronica, la R.A. Moog Co. costruiva sintetizzatori su ordinazioni che forniva ai musicisti con il numero di moduli da questi desiderato. A partire dal 1967 fino al 1972, i primi modelli di Moog modular rilasciati furono il Moog 1, il Moog 2 ed il Moog 3. I successivi modelli della "serie C" (di cui il modello più famoso era il Moog 3C) erano costruiti in telai di noce, a differenza di quelli della "serie P" (fra cui figurava il Moog 3P), costruiti in road case dal 1970 con lo scopo di essere meno ingombranti. Dal 1971 al 1973 vennero costruiti il Moog 10 ed il Moog 12, anch'essi in road case, succeduti dai Moog 15, Moog 35 e Moog 55, racchiusi in telai di noce come i predecessori della serie C.
La società produttrice di VST Arturia ha rilasciato il Moog modular V, una versione software per PC di un Moog modular.

## Alcuni musicisti fra i tanti che hanno usato i modulari MOOG
- Area
- Banco del Mutuo Soccorso
- Franco Battiato
- The Beatles
- George Harrison
- Beppe Crovella
- Brian Eno
- Wendy Carlos
- Depeche Mode
- Emerson, Lake & Palmer
- Keith Emerson
- Front 242
- Gian Felice Fugazza
- Jan Hammer
- Jean-Michel Jarre
- Jordan Rudess
- Tangerine Dream
- The Rolling Stones
- The Monkees
- Giorgio Moroder
- Klaus Schulze
- Rick Wakeman
- Kitarō
- Kraftwerk
- Premiata Forneria Marconi
- Vangelis
- Lucio Battisti
- Elton John
- Angels & Airwaves
- Pooh[1]
- Il Guardiano del Faro
- Genesis